# Haarlemse publieksprijs
De Haarlemse Publieksprijs is een prijs voor circusartiesten, waarvan de winnaars traditioneel door het publiek tijdens het kerst/wintercircus Herman Renz in Haarlem bepaald worden.

## Winnaars
2015:
- 3e prijs -
- 2e prijs -
- 1e Prijs -

2014:
- 3e prijs - François Borie, (Tempojonglage)
- 2e prijs - Michel Jarz, (Paardenvrijheid)
- 1e Prijs - Milko & Frenky, (Clownerie)

2013:
- 3e prijs -
- 2e prijs -
- 1e Prijs -

2012:
- 3e prijs -
- 2e prijs -
- 1e Prijs -

2011:
- 3e plaats - Ingo Stiebner (Zeeleeuwen).
- 2e plaats - Milko & Frenky (de vaste clowns van het circus).
- 1e plaats - Troupe Havana (Acrobatiek).

2010:
- 3e plaats - Karah Khavak & Sheena (Reptielenshow).
- 2e plaats - Flying Neves (Vliegende Trapeze).
- 1e plaats - Ghanan Acrobatic Boys (Acrobatiek).

''2009:''
- 3e plaats - Nicol Nicols (Strakke draad).
- 2e plaats - Trio Bokafi (Springplankgroep).
- 1e plaats - Trio Laruss (Adagioacrobatiek).

2008:
- 3e plaats -
- 2e plaats -
- 1e plaats -

2007:
- 3e plaats - Duo Staubereti (ladderacrobatiek)
- 2e plaats - Michel Jarz (paardenvrijheidsdresuur)
- 1e plaats - Milko, Frenky, Bruno (vaste clowns van het circus)

2006:
- 3e plaats - Tamara (Antipodiste).
- 2e plaats - Alex Xelo (Diabolo act).
- 1e plaats - Flying Neves (Vliegende Trapeze).

Hart voor de zaakprijs ging naar: Michel Jarz (bedrijfsleider & dompteur).
2005:
- 3e plaats - Milko & Frenky (de vaste clowns van het circus).
- 2e plaats - Daniël Raffo (Roofdierendressuur).
- 1e plaats - Encho Keriazov (Equilibrist/ evenwichtskunstenaar).

Hart voor de zaakprijs ging naar: Niek Oonk (tourneemanager).
2004:
- 3e plaats - Alain & Martine Chabry.
- 2e plaats - Orlando Oprescu (Rola-Rola act).
- 1e plaats - Iourie Basiul (krachtacrobatiek).

Speciale prijs voor: Pierre Aldeguer (25 jaar verzorger van dieren).
2003:
- 3e plaats - Miquel & Ilona Ferreri (Draadact).
- 2e plaats - The Kenia Family (Folkloristische acrobaten act).
- 1e plaats - The Flying Neves (Vliegende Trapeze).

Speciale prijs voor: Robert Rzeznik (Orkestleider).
2002:
- 3e plaats - Helena & Jindra (Jongleeract).
- 2e plaats - Milko & Frenky (de vaste clowns van het circus).
- 1e plaats - Encho Keriazov (Equilibrist/ evenwichtskunstenaar).

2001:
- 3e plaats - Duo Passion (Romantische luchtacrobatiek).
- 2e plaats - The Jasters (Kruisboog en messenwerp act).
- 1e plaats - Troupe Shatalov (Russische schommel).

2000:
- 3e plaats - Kim Troupe (Acrobatennummer in mast).
- 2e plaats - Martin Lacey Junior (Roofdierendressuur).
- 1e plaats - Trio Monastyrsky (Illusionisten nummer).

1999:
- 3e plaats - Trio Tirano (Russische stang).
- 2e plaats - The Argentinian Dancing Devils (Folklore nummer).
- 1e plaats - Max Weldy (Acrobatische duikplank act).

1998:
- 3e plaats - Milko & Christian (de vaste clowns van het circus).
- 2e plaats - Robert Berousek (Acrobaten act op vrijstaande ladder).
- 1e plaats - Komanankov Brothers (Krachtacrobatiek).